# Alfred Bräunig
Alfred Bräunig (* 10. November 1847 in Freiburg im Breisgau; † 1. März 1927 ebenda) war von 1898 bis 1913 Bürgermeister von Rastatt.

## Leben
Bräunig begann nach dem Besuch der humanistischen Gymnasien in Freiburg und Konstanz 1866 an der Albert-Ludwigs-Universität Freiburg mit dem Jurastudium. In Freiburg schloss er sich im selben Jahr dem Corps Rhenania an. 1870 war er Gründungspräsident (Hauptmann) der Gesellschaft Räuberhöhle in Freiburg. Nach dem Referendarexamen absolvierte er seine Referendarzeit in Müllheim, Waldshut, Staufen im Breisgau, Offenburg und Freiburg.
1876 wurde ihm die Stelle als Zweiter Bürgermeister der Stadt Mannheim übertragen. Später rückte er zum Ersten Bürgermeister Mannheims auf. 1879 heiratete Bräunig die aus New York stammende Sophia Schwarz, mit der er zwei Töchter hatte.  
1898 wurde Bräunig zum Ersten Bürgermeister der Stadt Rastatt gewählt und blieb in dieser Position bis 1913. Zum Abschied wurde ihm die Ehrenbürgerwürde der Stadt verliehen. In Rastatt erinnert an ihn die Alfred-Bräunig-Straße. Seinen Ruhestand verlebte Alfred Bräunig in Freiburg, wo er 1927 starb und beigesetzt wurde.

## Werke
- Alfred Bräunig, Johann Peter Eichelsdörfer: Leitfaden für Arbeitgeber und Arbeitnehmer in der Stadt Mannheim. Mannheim, 1884, 56 S.
- Sammlung der für die Stadt Mannheim erlassenen Ortsstatuten und der damit zusammenhängenden Satzungen und Bestimmungen. Mannheim, 1887